# São Lourenço da Mata
São Lourenço da Mata è un comune del Brasile nello Stato del Pernambuco, parte della mesoregione Metropolitana do Recife e della microregione di Recife.